# Warner Batchelor
Warner Stanton Batchelor (ur. 15 października 1934 w Wynnum, zm. 11 lutego 2016) – australijski bokser, medalista igrzysk Imperium Brytyjskiego i Wspólnoty Brytyjskiej, olimpijczyk.

## Kariera sportowa
Zdobył brązowy medal w wadze muszej (do 51 kg) na igrzyskach Imperium Brytyjskiego i Wspólnoty Brytyjskiej w 1954 w Vancouver. 
Wystąpił w tej wadze na igrzyskach olimpijskich w 1956 w Melbourne, gdzie w pierwszej walce pokonał Henryka Kukiera, a w następnej przegrał w ćwierćfinale z Johnem Caldwellem z Irlandii.
Był mistrzem Australii w wadze muszej w 1953 i 1955.
W latach 1957–1958 występował jako bokser zawodowy. Stoczył 11 walk, z których wygrał 4 (wszystkie przed czasem), przegrał 6 (4 przed czasem) i zremisował 1.  Walczył w 1968 o tytuł zawodowego mistrza Wspólnoty Brytyjskiej w wadze muszej, ale przegrał przez nokaut z Dennisem Adamsem.